# Louis Sullivan
Louis Henry Sullivan (Boston, 3 settembre 1856 – Chicago, 14 aprile 1924) è stato un architetto statunitense.
È stato definito "padre dei grattacieli" e "padre del modernismo". È stato un influente architetto della Scuola di Chicago, un mentore di Frank Lloyd Wright e un'ispirazione per il gruppo di architetti di Chicago che sono diventati noti come Prairie School. Insieme a Wright e Henry Hobson Richardson, Sullivan è uno dei "riconosciuti tre della architettura americana". La frase "la forma segue la funzione" gli viene attribuita, anche se l'idea fu teorizzata da Eugène Viollet-le-Duc che considerava che la struttura e la funzione in architettura dovrebbero essere gli unici determinanti della forma. Nel 1944, Sullivan è stato il secondo architetto a ricevere postumo la medaglia d'oro AIA.

## Biografia

### Primi anni e inizio carriera
Louis Sullivan nacque il 3 settembre 1856 a Boston, nel Massachusetts, da Andrienne List, una donna nativa di Ginevra ed emigrata verso il Nuovo Continente con i genitori e i fratelli Jenny e Jules, e un Patrick Sullivan, di origini irlandesi, e anch'egli insediatosi negli Stati Uniti a partire dagli anni 1840. Entrato al Massachusetts Institute of Technology all'età di sedici anni, presso quest'istituto accademico Sullivan apprese i primi rudimenti dell'architettura, per poi interrompere gli studi ed impiegarsi presso lo studio di Frank Furness, a Filadelfia.
Dopo un anno in cui ebbe modo di sperimentare lo stile gotico "orientalizzato", caro allo stesso Furness, Sullivan abbandonò Philadelphia, funestata da una profonda crisi del settore edile innescata dal Panico del 1873, Sullivan si trasferì a Chicago, ravvivata al contrario da una fervida attività costruttiva conseguente al Grande incendio del 1871. A Chicago Sullivan lavorò nello studio di William LeBaron Jenney, la personalità più emergente della nascente Scuola di Chicago, noto soprattutto per essere stato il primo architetto a servirsi di una struttura portante in acciaio; successivamente si recò a Parigi, dove completò la propria formazione presso l'École des Beaux-Arts, per poi ritornare a Chicago e qui lavorare come disegnatore presso lo studio di Joseph S. Johnston e John Edelman: a questi anni risale il disegno degli interni in fresco secco della Moody Memorial Church.

### Sodalizio con Adler

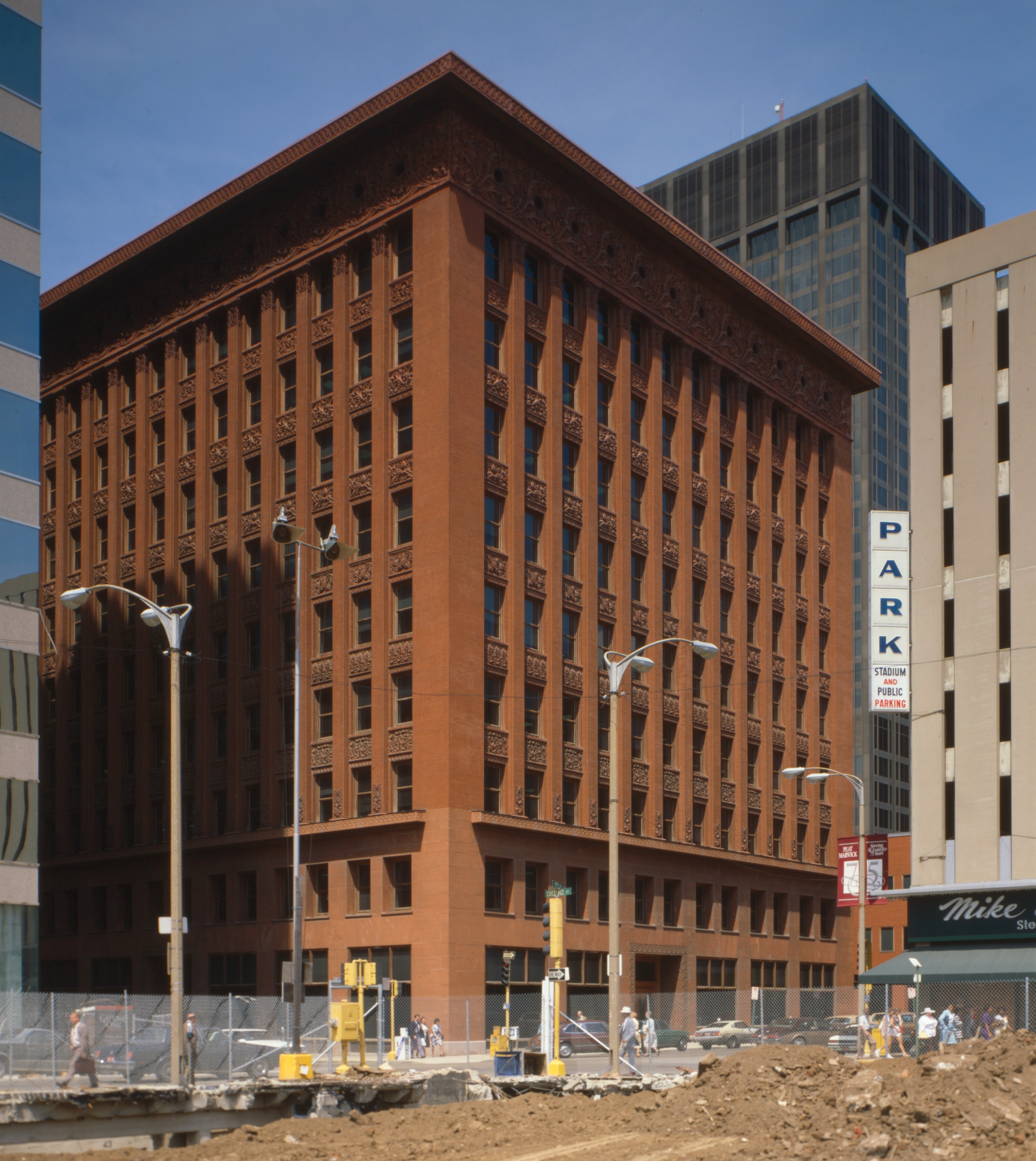
Il Wainwright Building.

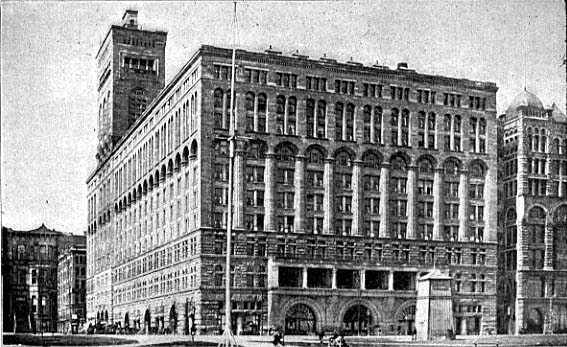
L'Auditorium Building di Chicago.

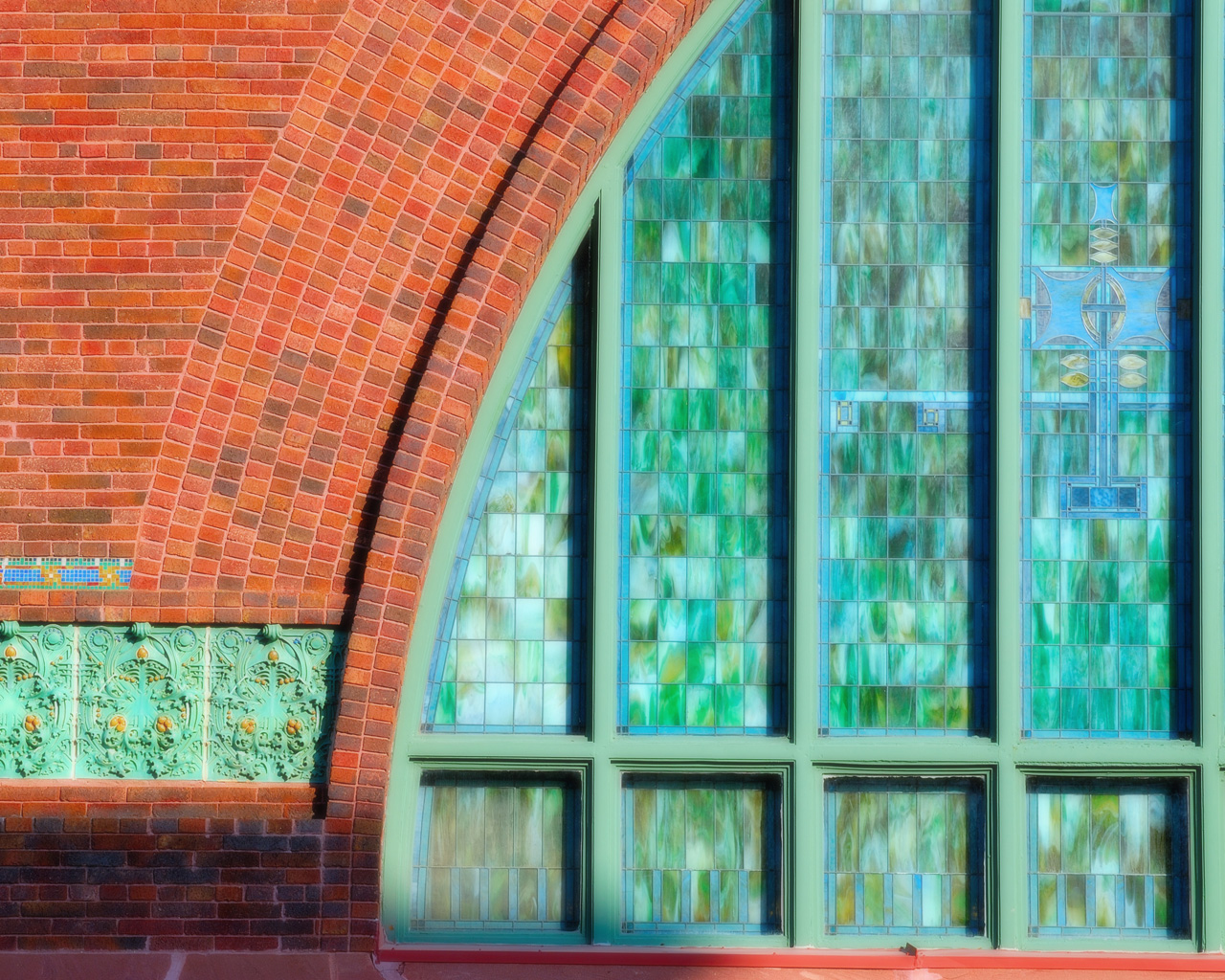
Dettaglio dell'ornamentazione della National Farmers' Bank of Owatonna.

Nel 1880 Sullivan si mise in società con Dankmar Adler, ingegnere di origine tedesca con già diversi progetti di notevole rilievo, come la First National Bank e la Central Music Hall di Chicago: questa collaborazione segnò per Sullivan l'inizio dei suoi anni più creativi e fecondi. Adler e Sullivan inizialmente divennero famosi come architetti di teatri. Sebbene la maggior parte dei loro teatri fosse a Chicago, la loro fama li portò a ricevere commissioni fino a ovest, a Pueblo, Colorado, e Seattle, Washington (mai realizzate). Il progetto culminante di questa fase della storia dello studio fu l'Auditorium Building (1886-90, aperto in fasi) del 1889 a Chicago, un eccezionale edificio polifunzionale che includeva non solo un teatro da 4.200 posti, ma anche un hotel e un edificio per uffici con una torre di 17 piani e negozi commerciali al piano terra, affacciati su Congress e Wabash Avenue. Dopo il 1889, lo studio divenne famoso per i loro edifici per uffici, in particolare il Wainwright Building del 1891 a St. Louis e il Schiller (poi Garrick) Building e il teatro (1890) a Chicago. Altri edifici spesso ricordati includono il Chicago Stock Exchange Building (1894), il Guaranty Building (noto anche come Prudential Building) del 1895-96 a Buffalo, New York, e il Carson, Pirie, Scott and Company Building di Sullivan (1899-1904) su State Street a Chicago.

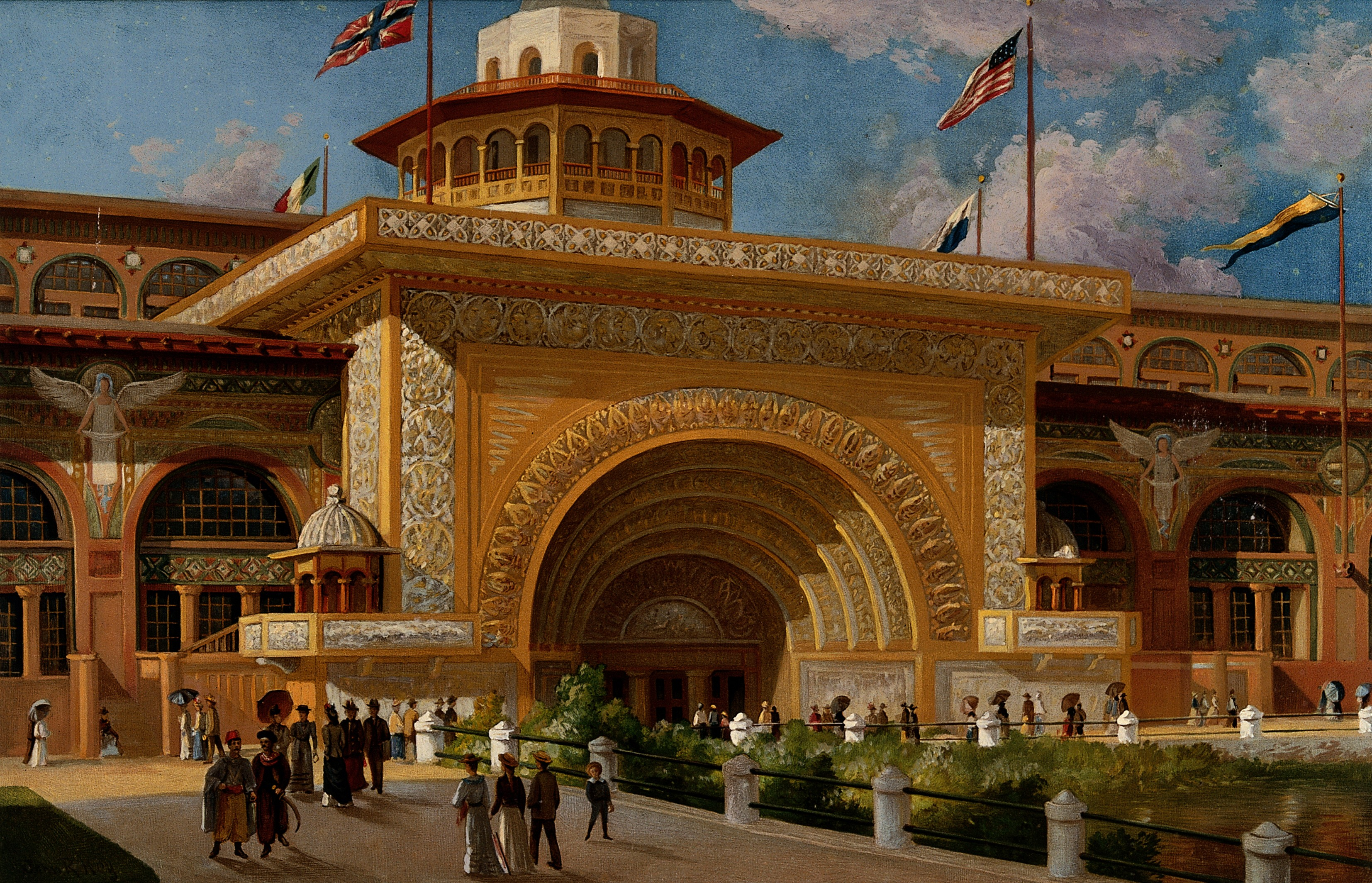
Portale d'oro del Transportation Building.

Nel 1890, Sullivan fu uno dei dieci architetti statunitensi, cinque provenienti dall'est e cinque dall'ovest, scelti per costruire una struttura importante per la "Città Bianca" dell'Esposizione Colombiana di Chicago del 1893. Il massiccio Transportation Building di Sullivan e il grande "Portale d'Oro" si distinsero come l'unico edificio non in stile Beaux-Arts e l'unica facciata multicolore in tutta la Città Bianca. Sullivan e il direttore della fiera Daniel Burnham espressero apertamente il loro disappunto reciproco. Più tardi, nel 1922, Sullivan affermò che la fiera aveva fatto retrocedere l'architettura americana "di mezzo secolo, se non di più". Il suo fu l'unico edificio a ricevere un ampio riconoscimento al di fuori degli Stati Uniti, ottenendo tre medaglie dall'Union Centrale des Arts Decoratifs francese l'anno successivo.

### Declino e ultimi anni

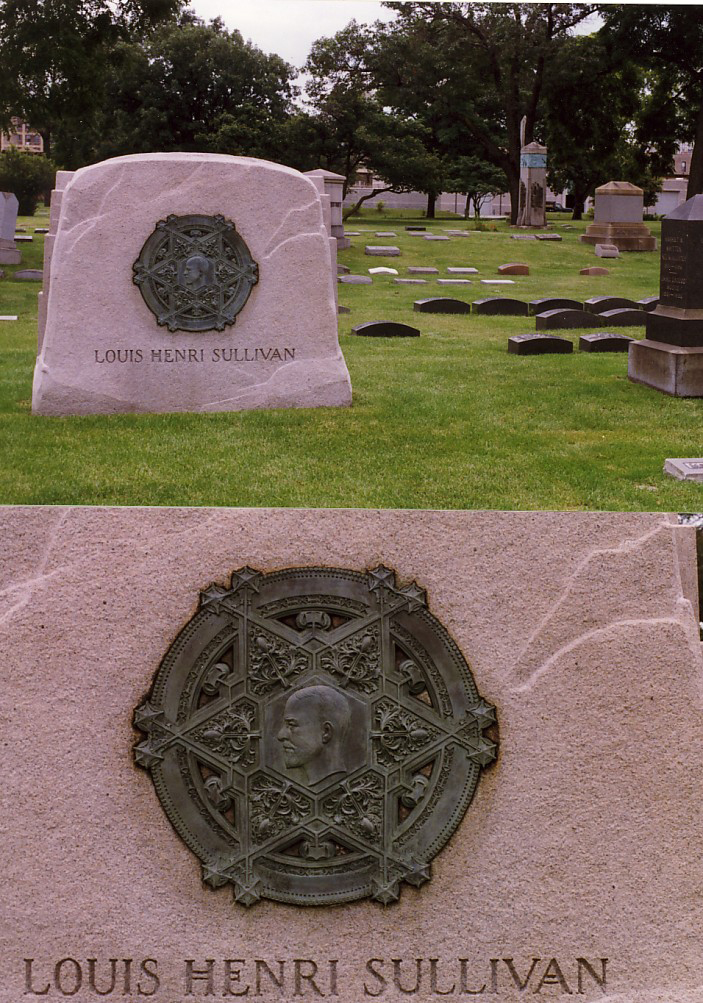
Monumento a Sullivan nel Graceland Cemetery di Chicago.

Come tutti gli architetti americani, Adler e Sullivan subirono un forte calo nella loro attività con l'inizio della Panica del 1893. Secondo Charles Bebb, che lavorava nello studio a quel tempo, Adler prese in prestito del denaro per cercare di mantenere gli impiegati in azienda. Tuttavia, entro il 1894, di fronte a continui problemi finanziari senza soluzione in vista, Adler e Sullivan sciolsero la loro collaborazione. Il Guaranty Building fu considerato l'ultimo grande progetto dello studio.
Per temperamento e per le sue connessioni, Adler era quello che portava nuovi affari alla partnership, e dopo la rottura Sullivan ricevette poche grandi commissioni dopo il Carson, Pirie, Scott and Company Building. Entrò in un declino finanziario ed emotivo di vent'anni, afflitto da una mancanza di commissioni, problemi finanziari cronici e alcolismo. Egli si ritirò in città rurali di piccole dimensioni dove ottenne alcune commissioni per piccole banche del Midwest (denominate jewel boxes, ovvero scatole di gioielli per via delle piccole dimensioni rispetto agli altri edifici ma dotate di ricca decorazione), per lo più sedi di banche: a titolo di esempio, la National Farmers Bank a Owatonna, nel Minnesota, la Merchants' National Bank a Grinnell, nell'Iowa, e la Farmers and Merchants Union Bank  a Columbus, nel Wisconsin. Ne frattempo scrisse libri, e nel 1922 apparve come critico del progetto vincitore di Raymond Hood per la competizione della Tribune Tower.
Nel 1922, Sullivan fu pagato 100 dollari al mese per scrivere un'autobiografia a puntate, da pubblicare nel giornale dell'American Institute of Architects. Sullivan lavorò alla serie con il redattore Charles Harris Whitaker, che gli consigliò di "organizzare il materiale a puntate". Iniziò la pubblicazione di Autobiografia di un'idea nel giugno 1922 sul giornale dell'American Institute of Architects e, alla conclusione, fu pubblicato come libro.
Morì in una stanza d'hotel a Chicago il 14 aprile 1924. Lasciò una moglie, Mary Azona Hattabaugh, da cui era separato. Una semplice lapide segna il suo luogo di riposo finale al Graceland Cemetery, nel quartiere Uptown e Lake View di Chicago. Più tardi, un monumento fu eretto in suo onore, a pochi passi dalla sua lapide.

## Filosofia progettuale

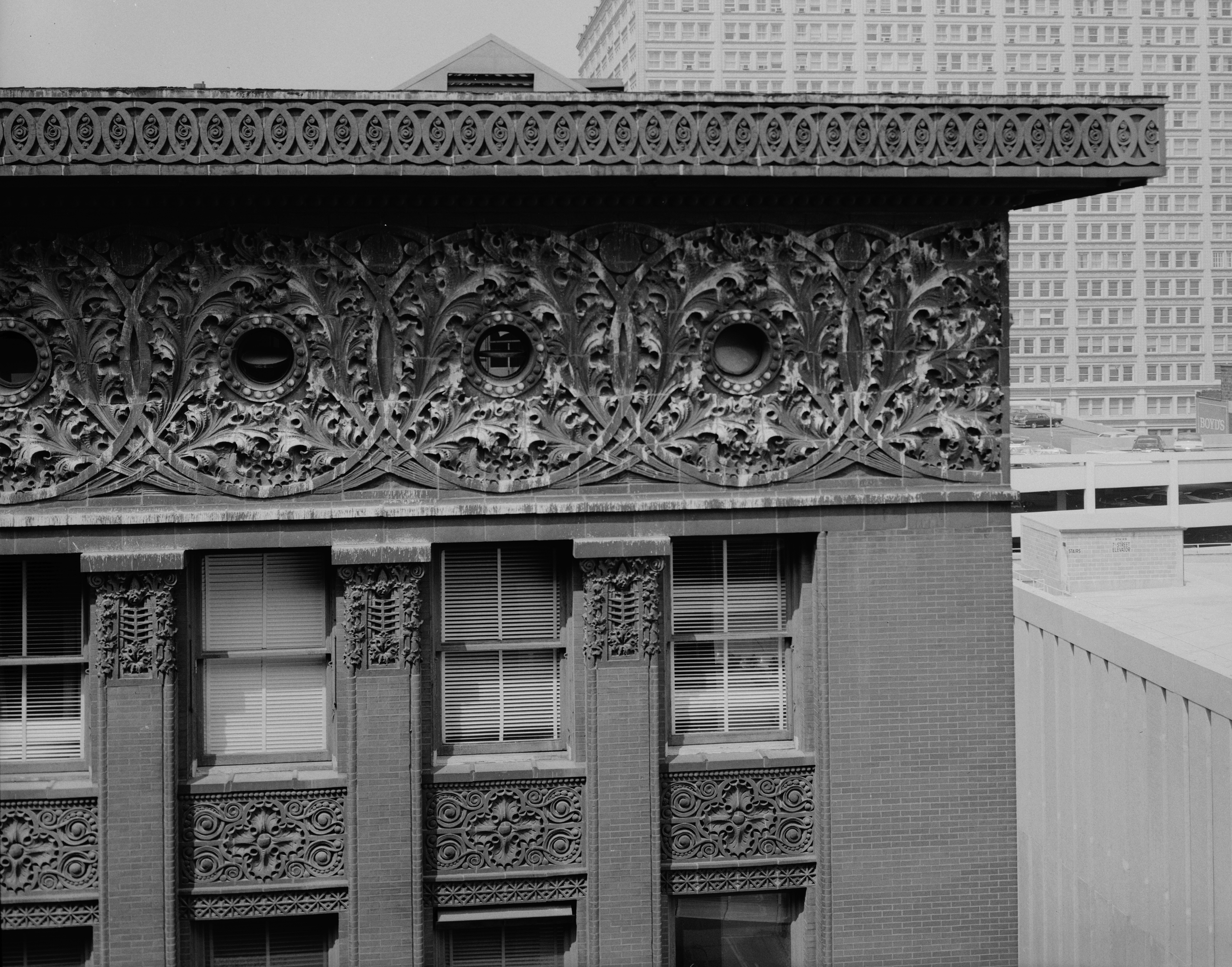
Fregio fitomorfo a coronamento del Wainwright Building

Louis Sullivan è riconosciuto oggi come uno dei maestri della Scuola di Chicago e dell'architettura moderna, nonché come autore di uno stile fortemente individuale che prelude gli indirizzi sia della moderna architettura razionalista che delle ricerche organiche di Frank Lloyd Wright. Di seguito si riporta una citazione di Manfredo Tafuri:
(Manfredo Tafuri, Francesco Dal Co)
Parte della filosofia architettonica di Sullivan, infatti, si incentra sulla ricerca di una forma organica, dove con tale termine non viene adombrato un presunto rapporto tra architettura e natura, bensì il concetto di organismo architettonico concepito come un corpo unitario, alla cui definizione concorrono unitariamente le sue diverse parti, tra loro coordinate in un rapporto armonico e bilanciato. A realizzare questa organicità, verso cui tende la maggior parte del lavoro di Sullivan, concorre anche l'ornamento, che Sullivan concepisce in chiave non geometrica, bensì fortemente naturalistica, in coerente sintonia con l'idea che l’edificio moderno deve esprimere. Ciò emerge, ad esempio, nel Rookery Building, il cui apparato decorativo è funzionale a comunicare il senso dell’alleggerimento e della crescita verso l’alto, o ancora nell'Auditorium, a proposito del quale il critico Marco Biraghi ha affermato:
(Marco Biraghi)
In Sullivan la decorazione intreccia una forte dialettica con la funzionalità, opportunamente interpretata, degli edifici. Lo stesso Sullivan è stato l'autore del famoso aforisma «Form Follows Function» [La forma segue la funzione], in cui si stabilisce una relazione quasi deterministica tra la funzione di un edificio e la sua morfologia. La funzione, per Sullivan, assume tuttavia uno spettro di significati particolarmente ampio. «Non è solo un fatto pratico, così come la struttura non è solo un fatto tecnico», scrisse l'architetto, aggiungendo poi: «La forma in questo senso esprime non necessariamente, mostra, svela la vita dell’edificio e le sue caratteristiche». È in quest'ottica, ad esempio, che nel Wainwright Building, uno degli edifici più significativi di Sullivan, il passo dei montanti verticali in facciata è raddoppiato rispetto a quello della struttura interna in acciaio: questa discrepanza tra il congegno strutturale e la soluzione formale, per Sullivan, è funzionale a conferire slancio verticale a un edificio dotato comunque di un numero limitato di piani, stante la funzione simbolica di un edificio alto, che è quella appunto di esprimere anche con la propria forma un tale slancio verticale.

### Un nuovo concetto: il grattacielo
Prima della fine del XIX secolo, il peso di un edificio a più piani doveva essere sostenuto principalmente dalla robustezza delle sue pareti. Più l'edificio era alto, maggiore era la pressione esercitata sulle sezioni inferiori. Tuttavia, esistevano limiti tecnici riguardo al peso che le pareti portanti potevano sopportare, e ciò richiedeva muri molto spessi ai piani inferiori, ponendo limiti definiti all'altezza complessiva dell'edificio.
L'introduzione dell'acciaio economico e versatile nella seconda metà del XIX secolo cambiò radicalmente queste regole. L'America, nel pieno di una rapida espansione sociale ed economica, offriva grandi opportunità nel campo dell'architettura. Con l'urbanizzazione crescente, la società richiedeva edifici nuovi e più grandi. La produzione di massa dell'acciaio divenne il motore principale che permise la costruzione dei primi grattacieli negli anni 1880. Grazie all'uso di una struttura portante in travi d'acciaio, architetti e costruttori poterono creare edifici alti e slanciati, sostenuti da uno scheletro robusto ma relativamente leggero. Gli altri elementi dell'edificio — pareti, pavimenti, soffitti e finestre — venivano sospesi da questo scheletro, che supportava tutto il peso. Questo nuovo metodo di costruzione, detto "a telaio in colonne", consentiva di sviluppare gli edifici verso l'alto, piuttosto che in larghezza. La struttura portante in acciaio non solo permetteva di costruire edifici più alti, ma anche di inserire finestre più ampie, che facevano penetrare maggior luce naturale negli spazi interni. Le pareti interne divennero più sottili, creando più spazio utilizzabile e affittabile.
Il Monadnock Building di Chicago (non progettato da Sullivan) rappresenta chiaramente questo momento di transizione: la metà nord, completata nel 1891, è costruita con pareti portanti, mentre la metà sud, terminata due anni dopo, adotta la costruzione a telaio in colonne. Sebbene esperimenti con questa nuova tecnologia fossero in corso in molte città, Chicago fu il laboratorio principale. Il capitale industriale e l’orgoglio civico alimentarono una rapida espansione edilizia nel centro della città, soprattutto dopo l’incendio del 1871.
I limiti tecnici della muratura portante avevano imposto vincoli sia formali che strutturali; all'improvviso, tali vincoli svanirono. Non era più necessario applicare precedenti storici, e questa nuova libertà portò a una sorta di crisi tecnica e stilistica. Sullivan affrontò questa situazione abbracciando i cambiamenti introdotti dalla struttura in acciaio, creando una grammatica formale per i grattacieli (basamento, fusto e cornice) e semplificando l'aspetto degli edifici distaccandosi dagli stili storici. Utilizzò i suoi intricati disegni floreali disposti in fasce verticali per attirare lo sguardo verso l'alto e enfatizzare la verticalità dell'edificio, correlando anche la forma dell'edificio alla sua funzione specifica. Tutto ciò rappresentò una rivoluzione, risultando onesto e commercialmente di successo.
Nel 1896, Louis Sullivan scrisse:
"Form follows function" (la forma segue la funzione) sarebbe diventato uno dei principi fondamentali dell'architettura moderna.
Sullivan attribuiva questo concetto a Marco Vitruvio Pollione, l'architetto, ingegnere e scrittore romano, che nel suo libro De architectura (Sull'architettura) affermò per primo che una struttura deve possedere tre qualità: firmitas, utilitas, venustas — ovvero deve essere "solida, utile e bella". Questo credo, che metteva sullo stesso piano le esigenze funzionali e quelle estetiche, sarebbe stato successivamente interpretato da influenti progettisti come un invito a eliminare gli elementi decorativi, considerati superflui negli edifici moderni. Tuttavia, Sullivan non pensava né progettava secondo tali dogmi durante l’apice della sua carriera, e il suo credo non metteva mai un concetto al di sopra dell'altro. Sebbene i suoi edifici potessero essere semplici e puliti nelle loro masse principali, spesso arricchiva le superfici con decorazioni lussureggianti in stile Art Nouveau o Celtic Revival, realizzate in ferro o terracotta, che spaziavano da forme organiche, come viti e edera, a disegni geometrici e intrecciati, ispirati al suo patrimonio di design irlandese. La terracotta, più leggera e facile da lavorare rispetto alla pietra, era un materiale che Sullivan utilizzava per la sua malleabilità, ideale per i suoi ornamenti. Probabilmente, l'esempio più celebre degli ornamenti di Sullivan è il dinamico ferro battuto verde che ricopre i baldacchini d’ingresso del negozio Carson Pirie Scott in South State Street.
Questi ornamenti, spesso realizzati da giovani disegnatori di talento che lavoravano per Sullivan, divennero col tempo il suo tratto distintivo; per gli studenti di architettura, sono immediatamente riconoscibili come la sua firma stilistica.
Un altro elemento caratteristico delle opere di Sullivan è l'uso di grandi archi semicircolari. Egli impiegò questi archi in tutta la sua carriera, sia per modellare ingressi, incorniciare finestre o come elementi decorativi negli interni.
Tutti questi elementi si ritrovano nel Guaranty Building, una delle opere più ammirate di Sullivan, progettata insieme ad Adler. Completato nel 1895, questo edificio per uffici a Buffalo, New York, segue lo stile del Palazzo ed è visibilmente suddiviso in tre "zone" di design: una base semplice con ampie vetrate per i negozi al piano terra; il blocco principale degli uffici, caratterizzato da fasce verticali di muratura che si innalzano senza interruzioni per nove piani, enfatizzando così l'altezza dell'edificio; e una cornice decorata, perforata da finestre rotonde al livello del tetto, dove erano ospitati i macchinari dell'edificio, come i motori degli ascensori. La cornice è ricoperta dalle tipiche decorazioni in stile Art Nouveau di Sullivan, e ogni ingresso al piano terra è sormontato da un grande arco semicircolare.
Grazie ai suoi straordinari successi nel design e nella costruzione, avvenuti in un periodo cruciale della storia dell'architettura, Sullivan è spesso considerato il "padre" del grattacielo americano. Tuttavia, molti altri architetti stavano progettando grattacieli contemporaneamente a Sullivan, utilizzando le nuove tecnologie. Negli ultimi anni del XIX secolo, Chicago era un fiorente centro di designer e costruttori di talento, tra cui il partner di Sullivan, Dankmar Adler, oltre a Daniel Burnham e John Wellborn Root. Root fu uno dei progettisti del Monadnock Building (vedi sopra), e questo progetto, insieme alla Masonic Temple Tower, è spesso citato come uno dei pionieri dell’estetica del grattacielo, rispettivamente con strutture a pareti portanti e a telaio in colonne.

## Eredità
L'eredità di Sullivan è complessa e contraddittoria. Alcuni lo considerano il primo modernista. I suoi progetti innovativi anticipano chiaramente alcune delle problematiche e soluzioni del Modernismo; tuttavia, il suo uso degli ornamenti lo distingue dal Movimento Moderno, che prese forma negli anni '20 e divenne noto come "Stile Internazionale". Le opere realizzate da Sullivan esprimono pienamente la forza dei suoi straordinari disegni: le fasce verticali del Wainwright Building, l'accogliente esplosione di ferro battuto in stile Art Nouveau all'angolo del negozio Carson Pirie Scott, i (ormai perduti) grifoni in terracotta e le finestre a oblò dell’Union Trust Building, e gli angeli bianchi del Bayard Building, l’unica opera di Sullivan a New York. A parte alcuni progetti del suo collaboratore di lunga data, George Grant Elmslie, e alcuni tributi occasionali come la First National Bank progettata da Schmidt, Garden & Martin a Pueblo, in Colorado (costruita di fronte alla Pueblo Opera House di Adler e Sullivan), il suo stile resta inimitabile. Una visita alla sala di contrattazioni della Borsa di Chicago, ora conservata all'Art Institute of Chicago, dimostra l’impatto immediato e profondo degli ornamenti che Sullivan usava con grande attenzione e parsimonia.
Dopo la sua morte, Sullivan fu celebrato come un architetto audace: "Sfida con coraggio l'intera teoria della copia e dell'imitazione, e il concetto di 'precedente', affermando che l'architettura è, per sua natura, un'arte viva e creativa."
I disegni originali e altri materiali d'archivio di Sullivan sono conservati presso le biblioteche Ryerson & Burnham dell'Art Institute of Chicago e nel dipartimento di disegni e archivi dell'Avery Architectural and Fine Arts Library della Columbia University. Frammenti degli edifici di Sullivan sono inoltre custoditi in numerosi musei di arte e design in tutto il mondo.

## Conservazione
Durante il periodo di riqualificazione urbana del dopoguerra, le opere di Sullivan caddero in disgrazia e molte furono demolite. Tuttavia, negli anni '70, una crescente sensibilità pubblica verso questi edifici portò al salvataggio di molti di essi. La voce più prominente fu quella di Richard Nickel, che organizzò proteste contro la demolizione di edifici di rilevanza architettonica. Nickel e altri attivisti riuscirono talvolta a recuperare elementi decorativi da edifici destinati alla demolizione, entrando di nascosto durante i lavori. Nickel morì all'interno del Sullivan Stock Exchange Building mentre cercava di salvare alcuni elementi decorativi, quando un piano superiore crollò su di lui. Nickel aveva raccolto una vasta documentazione su Adler e Sullivan e sulle loro numerose commissioni architettoniche, con l'intento di pubblicare un libro.
Dopo la sua morte, nel 1972 venne formato il Richard Nickel Committee per completare il suo lavoro, che venne pubblicato nel 2010. Il libro include tutte le 256 commissioni di Adler e Sullivan. L'ampio archivio di fotografie e ricerche che ha supportato la pubblicazione è stato donato alle biblioteche Ryerson e Burnham dell'Art Institute di Chicago. Più di 1.300 fotografie sono disponibili online, mentre oltre 15.000 fanno parte della collezione dell'Art Institute. Il libro, intitolato The Complete Architecture of Adler & Sullivan, è stato pubblicato a nome di Richard Nickel, Aaron Siskind, John Vinci e Ward Miller.
Un altro difensore dell'eredità di Sullivan fu l'architetto Crombie Taylor (1907-1991), di Crombie Taylor Associates. Dopo aver lavorato a Chicago, dove aveva diretto il famoso "Institute of Design" (in seguito conosciuto come Illinois Institute of Technology), negli anni '50 e '60 si trasferì nel sud della California. Taylor guidò l'iniziativa per salvare dalla demolizione il Van Allen Building a Clinton, Iowa. Come consulente estetico, aveva già contribuito alla ristrutturazione dell'Auditorium Building (ora Roosevelt University) a Chicago.
Dopo aver letto un articolo sulla demolizione imminente del Van Allen Building, Taylor si trasferì con la sua famiglia dall'area meridionale della California all'Iowa. Con l'intento di creare un quartiere di destinazione simile a Oak Park, in Illinois, fondò una no-profit per salvare l'edificio, riuscendo nel suo intento. Un altro sostenitore delle opere di Sullivan e di Frank Lloyd Wright fu Jack Randall, che guidò l'iniziativa per salvare il Wainwright Building a St. Louis, Missouri, in un momento cruciale. Trasferì la sua famiglia a Buffalo, New York, per evitare la demolizione del Guaranty Building di Sullivan e della Darwin Martin House di Wright. Entrambi gli sforzi furono coronati da successo a St. Louis e Buffalo.
Una collezione di ornamenti architettonici progettati da Sullivan è esposta permanentemente presso la Lovejoy Library della Southern Illinois University Edwardsville. Anche il St. Louis Art Museum espone elementi architettonici di Sullivan. Il City Museum di St. Louis possiede una vasta collezione di ornamenti di Sullivan, inclusa una cornice del demolito Chicago Stock Exchange, lunga circa 8,8 metri su un lato, 4 metri sull'altro e alta 2,7 metri.
Nel 2017 è stato inaugurato il Guaranty Building Interpretive Center a Buffalo, situato al primo piano dell'edificio ora di proprietà e occupato dallo studio legale Hodgson Russ, LLP. Lo spazio espositivo, finanziato da Hodgson Russ e progettato da Flynn Battaglia Architects e Hadley Exhibits, include un modello in scala dell'edificio, realizzato da David J. Carli, professore di ingegneria presso la State University of New York ad Alfred. Le esposizioni del centro sono state donate a Preservation Buffalo Niagara. Il centro, unico museo dedicato a Sullivan, è aperto al pubblico.

## Opere

### Architettoniche
Con Adler & Sullivan:
- Dexter Building (1887-2006) ·
- Tomba di Martin Ryerson (1897) ·
- Auditorium Building e Auditorium Theatre (1889) ·
- Tomba di Carrie Eliza Getty (1890) ·
- Wainwright Building (1890) ·
- Pueblo Opera House (1890) ·
- Garrick Theater (1891-1961) ·
- Pilgrim Baptist Church (1891-2006) ·
- Tomba Wainwright (1892) ·
- Cimitero di Bellefontaine (1892) ·
- Union Trust Company Building (1892-93) ·
- Transportation Building (1893) ·
- Guaranty Building (1894) ·
- Chicago Stock Exchange Building e arco (1894) ·
- Bayard-Condict Building (1899) ·
- Carson, Pirie, Scott and Company Building (1899)

Altre:
- Jewelers Building (1882) ·
- Halsted House (1883) ·
- Louis Sullivan Bungalow (1890s-2005) ·
- McVicker's Theater (1891) ·
- Dooly Block (1891-1965) ·
- New Orleans Union Station (1892-1954) ·
- Charnley House (1892) ·
- Gage Group Buildings (1898) ·
- Cattedrale ortodossa della Santissima Trinità (1903) ·
- Bradley House (1909) ·
- Adams Building (1913) ·
- Van Allen Building (1913) ·
- St. Paul United Methodist Church (1914) ·
- Krause Music Store (1922)

Jewel boxes:
- National Farmers' Bank (1908) ·
- Peoples Savings Bank (1912) ·
- Henry Adams Building (1913) ·
- Merchants' National Bank (1914) ·
- Home Building Association Bank (1914) ·
- Purdue State Bank, (1914) ·
- People's Federal Savings and Loan Association (1918) ·
- Farmers and Merchants Union Bank (1919)

## Letterarie
- (EN) Louis Sullivan, The Autobiography of an Idea, 1924.
- (EN) Louis Sullivan, A System of Architectural Ornament, 1924.